# Cybard Florimond Gouguet
Cybard Florimond Gouguet, né à Angoulême (Charente) le 30 mai 1752, mort le 2 janvier 1831 à Angoulême (Charente), est un général de brigade de la Révolution française.

## Biographie
Engagé comme soldat le 24 avril 1768 dans le régiment d'Aquitaine, il sert en Corse en 1768-69. Il est nommé sergent le 1er octobre 1771. Le 5 mai 1772, il passe lieutenant dans le régiment provinciale de Poitiers, puis le 18 août, il rejoint le régiment de la Martinique, dans l'armée du maréchal de Broglie. 
Le 20 août 1779, au camp de Vaussieux, près de Bayeux, formé pour menacer l'Angleterre, il devient sous-lieutenant de maréchaussée, breveté lieutenant de cavalerie. Capitaine de gendarmerie le 15 juin 1791, il est décoré en août de l'ordre de Chevalier de Saint-Louis. 
De 1792 à 1795, il sert dans l'armée du Rhin, où il devient successivement colonel commandant la 1re division de gendarmerie le 13 novembre 1792, puis général de brigade le 14 octobre 1793. Il est nommé commandant de la 7e division de gendarmerie en 1797 et il est admis à la retraite en 1802.
Il meurt le 2 janvier 1831 à Angoulême.

## Sources
- Georges Six, Dictionnaire biographique des généraux et amiraux de la Révolution et de l’Empire, Georges Saffroy éditeur, 1934.
- (en) « Generals Who Served in the French Army during the Period 1789 - 1814: Eberle to Exelmans »
- Baptiste-Pierre Courcelles, Dictionnaire historique et biographique des généraux français : depuis le onzième siècle jusqu'en 1822, vol.6, l’Auteur, 1822, 500 p. (lire en ligne), p. 303.